# Irjan Luttenberg

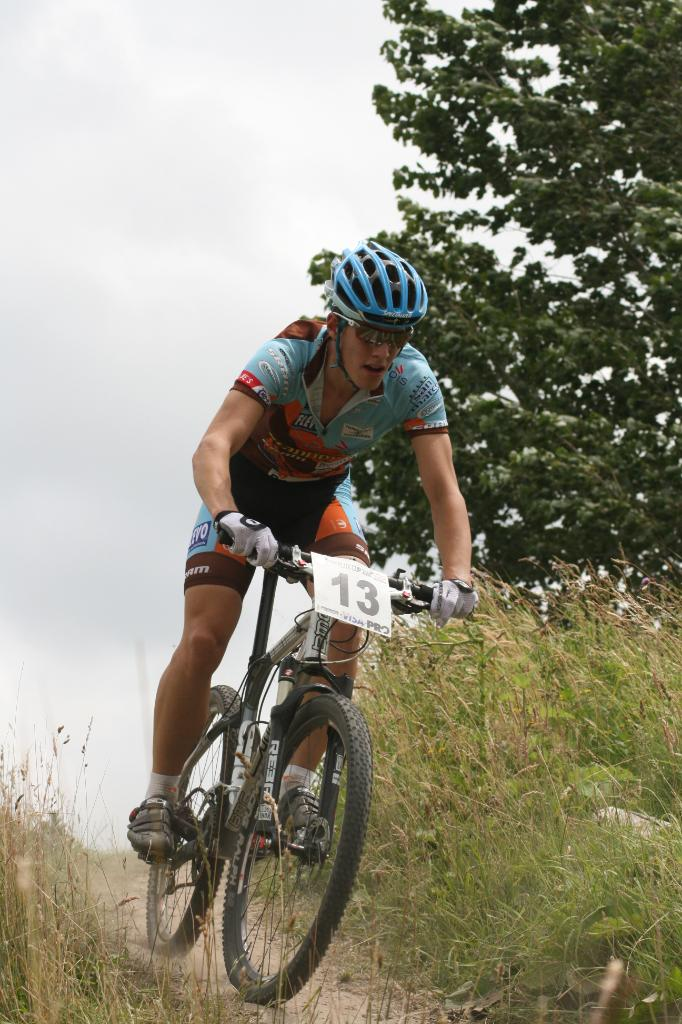
Irjan Luttenberg tijdens Benelux Kampioenschap 2008 te Zoetermeer

Irjan Luttenberg (9 december 1988) is een Nederlandse mountainbiker, woonachtig in Berg en Dal.

## Belangrijkste resultaten
2008
- Nederlands Kampioen MTB Beloften in Oss
- 1e Nissim Yabo Bike Trophy (Elite/Beloften) in Groesbeek
- 38e Wereldkampioenschap MTB Beloften in Val di Sole, Italië

2009
- 15e GP Kivada Wielersport/Specialized, Berlicum
- 6e Wollebrand Mountainbikewedstrijd, Honselersdijk
- 2e Benelux cup 1, Bertrix (Bel)
- 28e Benelux cup 2, Verviers (Bel)
- 14e Beneluxcup Cup 3, Oldenzaal
- 68e UCI World Cup 2, Offenburg (Dui)

2010
- 7e GP Kivada Wielersport, Berlicum
- 1e Nissim Yabo Bike Trophy (Elite/Beloften) in Groesbeek

## Teams
- SforZ Racing Team 2017
- Stappenbelt Specialized MTB Team 2006-2009
- Trek-Brentjens Mountainbike Racing Team 2010-....